# 7564 Gokumenon
7564 Gokumenon è un asteroide della fascia principale. Scoperto nel 1988, presenta un'orbita caratterizzata da un semiasse maggiore pari a 2,7640577 UA e da un'eccentricità di 0,2040423, inclinata di 10,86570° rispetto all'eclittica.
L'asteroide è dedicato allo scienziato indiano Mambillikalathil Govind Kumar Menon, detto Goku.